# フリードリヒ・エンゲル (ナチス)
フリードリヒ・ヴィルヘルム・コンラート・ジークフリート・エンゲル（Friedrich Wilhelm Konrad Siegfried Engel、1909年1月3日 - 2006年2月4日）は、ナチス・ドイツの親衛隊（SS）の将校。最終階級は親衛隊中佐（SS-Obersturmbannführer）。第二次世界大戦中にイタリア人の虐殺に関与。 

## 略歴
ヴァルナウ（Warnau）出身。国家社会主義ドイツ労働者党（ナチ党）のキール大学学生細胞のリーダーだった。文献学の博士号を取得。1936年に親衛隊（SS）に入隊。SD本部や国家保安本部で働いていたが、1940年からノルウェーで転勤した。1944年にイタリアのジェノヴァの保安警察及びSD司令官となる。1999年に開かれたイタリアの軍事法廷によるとこの任務中にエンゲルは246人のイタリア人を虐殺し、「ジェノバの殺人鬼」の異名を取っていたという。
エンゲルはドイツ敗戦後も長く訴追されなかったが、2002年5月にハンブルクの裁判に起訴され、2002年7月に59人の殺人が認定されて禁固7年の刑に処された。しかし2004年にドイツ最高裁判所はエンゲルの殺人命令を認めながらも高齢と健康状態を理由に有罪判決を棄却した。2006年にハンブルクで死去。97歳であった。